# St. Albans (ciudad en Vermont)
St. Albans es una ciudad ubicada en el condado de Franklin en el estado estadounidense de Vermont. En el año 2010 tenía una población de 6.918 habitantes y una densidad poblacional de 172,52 personas por km².

## Geografía
St. Albans se encuentra ubicado en las coordenadas 44°48′35″N 73°5′14″O / 44.80972, -73.08722.

## Demografía
Según la Oficina del Censo en 2000 los ingresos medios por hogar en la localidad eran de $37,221 y los ingresos medios por familia eran $44,286. Los hombres tenían unos ingresos medios de $31,340 frente a los $23,262 para las mujeres. La renta per cápita para la localidad era de $17,853. Alrededor del 9.6% de la población estaba por debajo del umbral de pobreza.